# كريستل لو
كريستل لو (بالألمانية: Christel Lau)‏ هي لاعب هوكي الحقل ألمانية، ولدت في 3 مايو 1944 في مالبورك في بولندا.

## وصلات خارجية
- كريستل لو على موقع الاتحاد الدولي للهوكي (الإنجليزية)
- كريستل لو على موقع قاعة مشاهير المدرسة الثانوية ايبيريا الجديدة (مؤرشف) (الألمانية)